# Zazie (énekes)
Isabelle Marie Anne de Truchis de Varennes, (Zazie), francia énekesnő. Művészneve Raymond Queneau rosszcsont regényfigurájának nevét idézi.
Édesanyja zenetanár, édesapja építész volt. Tízéves korától tanult hangszerjátékot, előbb hegedülni, majd zongorázni és gitározni. A klasszikus zene mellett Georges Brassens, Jacques Brel és Barbara voltak ifjúkorának kedvencei.
Előadói karrierje előtt modellként dolgozott.
1991-ben kötött először lemezszerződést és 1992-ben megjelent az első albuma (Je, Tu, Ils). A rákövetkező évben a legjobb új női előadó lett. 1995-ben jelent meg második albuma Zen).

## Diszkográfia
- 1998: Made In Love, ami aztán koncertlemezként is megjelent.
- 2001: La Zizanie
- 2003: Ze Live
- 2004: Rodéo
- 2006: Rodéo Tour
- 2007: Totem
- 2010: Za7ie (49 dal; napi 7)
- 2013: Cyclo
- 2015: Encore Heureux
- 2018: Essenciel